# La Pasión según San Juan
«La Pasión según San Juan» es una obra musical de naturaleza religiosa y folklórica, creada por el ex sacerdote y músico argentino Alejandro Mayol. La grabación original se realizó en 1982 y fue arreglada, interpretada e interpretada por el grupo “La Fuente".
Se estrenó con música en vivo y representación teatral, en el estadio de Vélez Sarfield el 26 de marzo del 83 Pascua.
En 1983 y 1985 La Pasión según San Juan se representó como auto sacramental para la Semana Santa en la cancha de Vélez Sarsfield ante alrededor de cuarenta mil personas. 
Desde entonces, La Pasión según San Juan se representa en numerosas comunidades del país durante las celebraciones de Semana Santa. La más importante es la General Madariaga, Provincia de Buenos Aires, donde se prepara durante todo el año y es representada en el Parque Juan Anchorena por todo el pueblo desde hace casi 30 años.
Declarada de Interés Municipal, de Interés Turístico Provincial y Nacional, de Interés Legislativo por la Cámara de Diputados de la Provincia de Buenos Aires. Desde el 2005 integra el Calendario de Turismo Religioso de la Secretaría de Turismo de la Nación; y forma parte de la propuesta “Turismo de la Fe” de la Secretaría de Turismo de la Provincia de Buenos Aires.

## Madariaga
La Pasión Según San Juan es una obra musical de Alejandro Mayol con la interpretación a cargo del grupo musical La Fuente, que rememora la pasión, muerte y resurrección de Jesucristo en un espectáculo al aire libre con una importante puesta de luces y sonido.
El montaje integra el teatro, la música y la danza en una galería de cuecas, candombes, triunfos, milongas, galopas y chacareras que dan un sello netamente folclórico a la obra.
La Asociación Semana Santa en Madariaga (A.S.S.E.M.) es la Comisión responsable de la organización y producción del espectáculo. Lo que nació en 1985 se ha convertido en cabal demostración de lo que toda una comunidad es capaz de dar de sí misma cuando se la convoca. Este núcleo humano está constituido por vecinos y familias del lugar, que aportan horas de esfuerzo, transformando está tranquila ciudad de 22.000 habitantes del Sudeste de la Provincia de Buenos Aires, en un centro turístico, que con el complemento de sus atractivos culturales y naturales, recibe visitantes de distintas ciudades.
El Parque Juan Anchorena es el marco natural del imponente escenario denominado Coco Deguen, compuesto de rampas, pasarelas y escaleras de más de 600 m²; en el que tiene lugar esta representación, en la que actúa un elenco de gente de Madariaga, con más de trescientas personas. Hombres y mujeres del “pueblo” quienes juegan sus roles con convicción. Durante una hora y media, se desplazan por el inmenso escenario y entre el público, representando las diferentes etapas de la Pasión de Cristo.
Declarada de Interés Municipal, de Interés Turístico Provincial y Nacional, de Interés Legislativo por la Cámara de Diputados de la Provincia de Buenos Aires. Desde el 2005 integra el “Calendario de Turismo Religioso” de la Secretaría de Turismo de la Nación; y forma parte de la propuesta “Turismo de la Fe” de la Secretaría de Turismo de la Provincia de Buenos Aires.
Sin duda un marco de auténtica participación del pueblo que considera a la Pasión como uno de los hechos más importantes que se llevan a cabo en Madariaga, gracias a la colaboración de todos.

## Otras comunidades
Desde 1983 hasta hoy La Pasión según San Juan se representa en distintas comunidades de la Argentina
- Cancha del Club Defensa y Justicia de Florencio Varela
- Cancha de Quilmes con el auspicio del Obispado de Quilmes y Secretaría de Cultura.
- Cancha de Tigre
- Parque Anchorena General Madariaga Provincia de Buenos Aires
- Parque municipal de la ciudad de Dolores
- Colegios y comunidades de toda la República Argentina